# Jacques Goulet
Pour les articles homonymes, voir Goulet.
Jacques Goulet, né le 17 avril 1615 à Normandel au Perche, mort le 26 novembre 1688 à L'Ange-Gardien en Nouvelle-France, est un pionnier du mouvement d'immigration percheronne vers la Nouvelle-France. Ce meunier est l'ancêtre de tous les Goulet d'Amérique du Nord.

## Biographie
On trouve mention de Thomas Goulet, le père de Jacques Goulet, à Normandel, dans l'ancienne province française du Perche, dès 1612. Les registres de baptême de Saint-Maurice-lès-Charencey, immédiatement à l'est de Normandel, mentionnent la naissance de René Goulet, le 30 mai 1613, de Charles Goullet et son épouse Suzanne. Il est probable que Charles Goullet soit le frère de Thomas Goulet.

## Immigration vers la Nouvelle-France

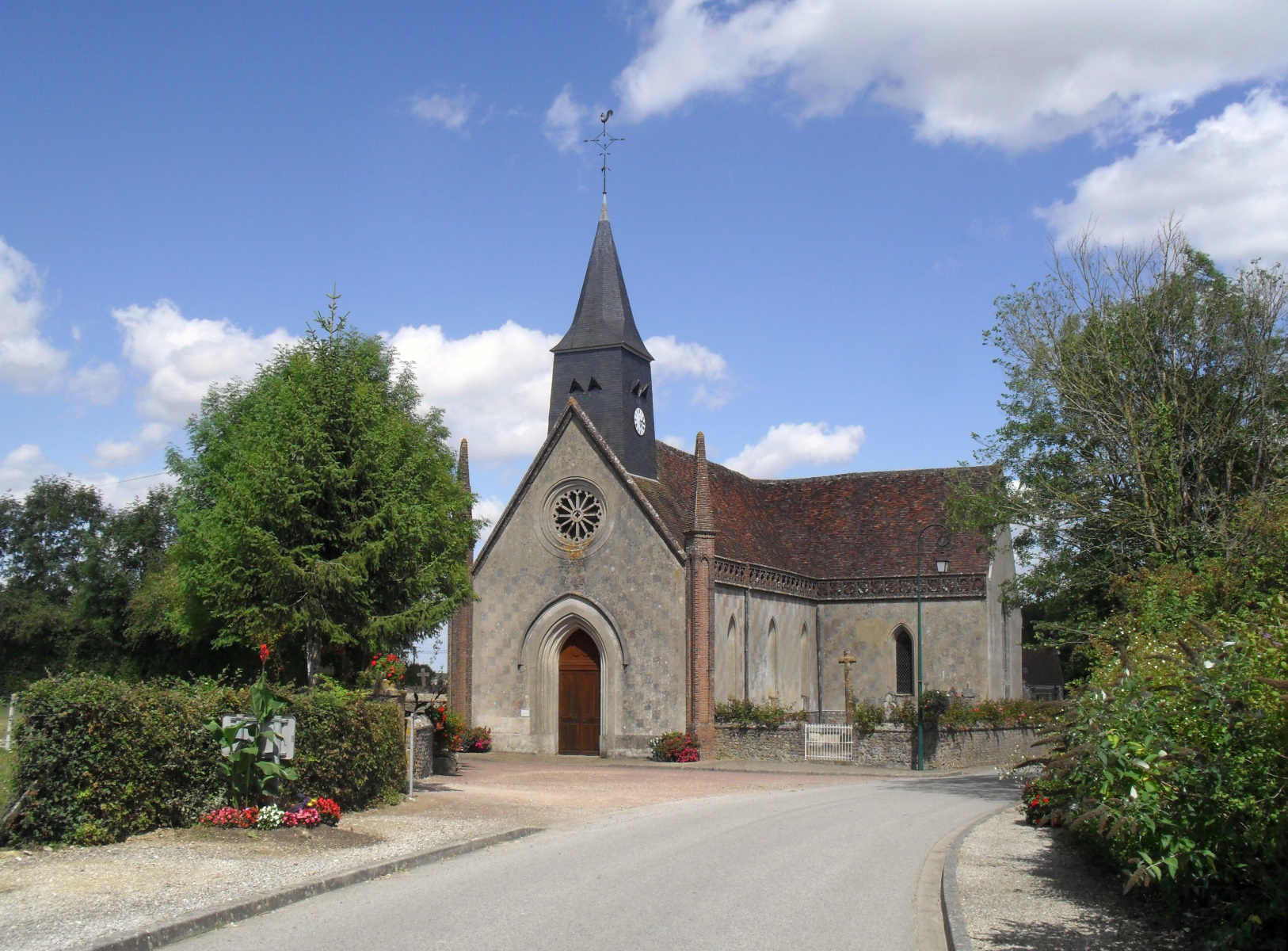
L'église Saint-Firmin à Normandel, où Jacques Goulet a été baptisé et où ses parents, Thomas et Antoinette, se sont mariés.

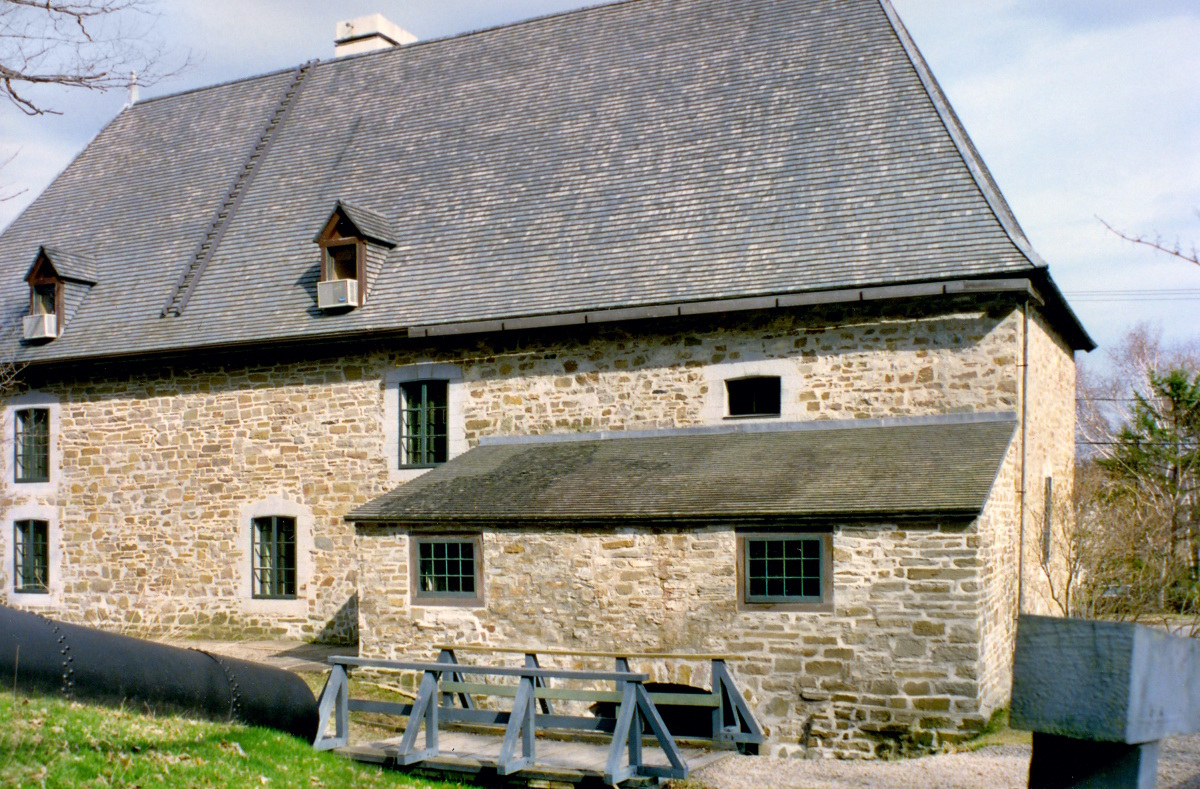
Moulin du Petit Pré, construit en 1695 pour le Séminaire de Québec sous la direction de Mgr de Laval.

Noël Juchereau, investisseur dans la compagnie des Cent-Associés, recrute Goulet, ainsi que d'autres travailleurs du Perche, pour la Nouvelle-France. Goulet n'a jamais signé un contrat d'engagement ; peut-être était-il analphabète.
Au printemps 1646, Goulet et sa femme Marguerite partent de La Rochelle pour la Nouvelle-France. En septembre ou octobre, ils arrivent à Québec, avec 73 autres immigrants, sur l'un des quatre navires suivants : le Cardinal (300 tonnes), le Saint-Sauveur (ou Neuf) (150 tonnes), le Petit-Saint-Christophe (50 tonnes) ou le Notre-Dame (qui est à destination de Montréal) (250 tonnes),. En 1646, il y avait environ un millier de colons français au Canada.
À Château-Richer, Goulet est propriétaire d'un terrain de six arpents de front. Il vend cette propriété aux partenaires Jacques Dodier et Pierre Pointel le 30 novembre 1656. Le 4 mars 1657, Dodier redonne la propriété à Goulet, qui la vend ensuite à Lauzon de la Citière pour 860 livres, une somme importante.
Jacques Goulet meurt le 26 novembre 1688 à L'Ange-Gardien et est enterré deux jours plus tard dans le cimetière de la paroisse des Saints-Anges-Gardiens. Les registres paroissiaux lui donnent 75 ans ; selon l'acte de baptême de Normandel, il en aurait eu 73.

## Famille
- Geneviève :  28 octobre 1646 - 14 décembre 1646.
- Nicolas : 14 décembre 1647 - 24 août  1721 ; marié à Sainte Cloutier le 24 novembre 1672.
- Jacques : 9 avril 1649 - 1666.
- René : 27 octobre 1650 - 28 juillet, 1717 ; marié à Catherine Leroux le 29 octobre 1672.
- Louis : 26 août, 1653 - 16 ; marié à Marie Godin le 8 juillet  1682.
- Charles : 1656 - 10 novembre 1717 ; marié à Marie-Anne Rancin le 11 novembre 1686.
- Thomas : 24 mars 1660 - 19 février 1728 ; marié à Marie-Marguerite-Louise Pancatelin le 25 octobre 1683.
- François : 1664-1665.
- Antoine : 20 août 1666 - 4 février 1712 ; marié à Madeleine Guyon le 19 février 1692.
- Joseph : 27 mars 1669 - 5 mai 1741 ; marié à Jeanne Julien le 20 juillet 1692.
- Marguerite : 27 juin, 1675 - 1680[7],[8],[9].

## Descendants célèbres
- Marie Carmen (Lignée maternelle)
- Elzéar Goulet[10]
- George R. D. Goulet
- Maxime Goulet
- Robert Goulet
- Michel Goulet
- Jean-François Lisée[11] (Lignée maternelle)